# 살인의 기억
《살인의 기억》(스페인어: La última muerte)은 2011년 공개된 멕시코의 영화이다.

## 출연

### 주연
- 쿠노 벡커
- 알바로 구에레로

### 조연
- 카를로스 브라초
- 클로데트 마일레
- 알렉산드라 데 라 모라
- 마놀로 카르도나
- 카를로스 카스파
- 켄드라 산타크루즈
- 줄리안 세드윅
- 애드리언 마칼라
- 로시오 버드조
- 루벤 카멜로
- 다리오 리폴
- 루이스 아리에타
- 엔젤 플로레스 토레스
- 마리우스 비에가이
- 조시 압달라
- 카를로스 린컨즈
- 데이빗 루이즈
- 알렉시스 프리드먼

## 기타
- 라인PD: 가브리엘 헤즈
- 조감독: 빅터 헤레라 맥노트
- 사운드슈퍼바이저: 알레한드로 데 르카자
- 시각효과: 라울 프라도
- 배역: 로지 아구엘레스